# Vertice NATO del 2025
Il vertice dell'Aia del 2025 è stato la riunione tra i capi di Stato e i capi di governo dei trentadue Stati membri dell'Organizzazione del Trattato dell'Atlantico del Nord (NATO), dei loro Paesi partner e dell'Unione europea (UE), all'Aia, nei Paesi Bassi, dal 24 al 25 giugno 2025.
È stato il primo vertice NATO guidato dal nuovo Segretario Generale della NATO ed ex primo ministro dei Paesi Bassi Mark Rutte, dopo la fine del mandato di Jens Stoltenberg durato un decennio.

## Contesto
È stato deciso durante il vertice di Vilnius del 2023 che i Paesi Bassi ospiteranno l'edizione del 2025, segnando la prima volta che un vertice della NATO si terrà nel paese. La data esatta e la location, il World Forum all'Aia, sono state annunciate dal segretario generale della NATO in uscita, Jens Stoltenberg, nel maggio del 2024. L'ultima grande conferenza diplomatica tenutasi all'Aia è stata il Vertice sulla sicurezza nucleare 2014, e la città è stata scelta rispetto a Rotterdam, Apeldoorn e Maastricht. Si stima che l'evento attirerà 8.500 partecipanti, di cui 6.000 membri delle delegazioni, e costerà 95 milioni di euro. A causa di problemi di capacità, sono state erette strutture temporanee attorno al World Forum, per le quali sono stati rimossi alberi e semafori. La Polizia Nazionale Olandese ha annunciato piani per schierare 27.000 membri del personale – quasi metà della sua forza totale – per quella che sarebbe la più grande operazione di sicurezza nella sua storia. Le risorse saranno concentrate attorno all'Aia, all'Aeroporto di Amsterdam-Schiphol e alla via di collegamento. La polizia ha sconsigliato di organizzare altri eventi nei Paesi Bassi durante il vertice.

## Partecipanti
|  | Paesi non membri NATO |

| Paese/Organizzazione | Nome Rappresentante         | Titolo                                 | Riferimento |
| -------------------- | --------------------------- | -------------------------------------- | ----------- |
| NATO                 | Mark Rutte                  | Segretario generale                    |             |
| Albania              | Edi Rama                    | Primo ministro                         |             |
| Belgio               | Bart De Wever               | Primo ministro                         |             |
| Bulgaria             | Rosen Željazkov             | Primo ministro                         |             |
| Canada               | Mark Carney                 | Primo ministro                         |             |
| Rep. Ceca            | Petr Pavel                  | Presidente della Repubblica Ceca       |             |
| Croazia              | Zoran Milanović             | Presidente della Croazia               |             |
| Danimarca            | Mette Frederiksen           | Ministro di Stato                      |             |
| Estonia              | Kristen Michal              | Ministro capo                          |             |
| Finlandia            | Alexander Stubb             | Presidente della Repubblica            |             |
| Francia              | Emmanuel Macron             | Presidente della Repubblica            |             |
| Germania             | Friedrich Merz              | Cancelliere                            |             |
| Grecia               | Kyriakos Mitsotakis         | Primo ministro                         |             |
| Islanda              | Kristrún Frostadóttir       | Primo ministro                         |             |
| Italia               | Giorgia Meloni              | Presidente del Consiglio dei ministri  |             |
| Lettonia             | Edgars Rinkēvičs            | Presidente della Lettonia              |             |
| Lituania             | Gitanas Nausėda             | Presidente della Lituania              |             |
| Lussemburgo          | Luc Frieden                 | Primo ministro                         |             |
| Macedonia del Nord   | Gordana Siljanovska-Davkova | Presidente della Repubblica            |             |
| Montenegro           | Jakov Milatović             | Presidente del Montenegro              |             |
| Paesi Bassi          | Dick Schoof (Ospite)        | Ministro-presidente                    |             |
| Norvegia             | Jonas Gahr Støre            | Ministro di Stato                      |             |
| Nuova Zelanda        | Christopher Luxon           | Primo ministro                         | [ 4 ]       |
| Polonia              | Andrzej Duda                | Presidente della Repubblica            |             |
| Portogallo           | Luís Montenegro             | Primo ministro                         |             |
| Regno Unito          | Keir Starmer                | Primo ministro                         |             |
| Romania              | Nicușor Dan                 | Presidente della Romania               |             |
| Slovacchia           | Peter Pellegrini            | Presidente della Slovacchia            |             |
| Slovenia             | Robert Golob                | Presidente del Governo                 |             |
| Spagna               | Pedro Sánchez               | Presidente del Governo                 |             |
| Stati Uniti          | Donald Trump                | Presidente degli Stati Uniti d'America |             |
| Svezia               | Ulf Kristersson             | Ministro di Stato                      |             |
| Turchia              | Recep Tayyip Erdoğan        | Presidente della Turchia               |             |
| Ucraina              | Volodymyr Zelenskyy         | Presidente dell'Ucraina                | [ 5 ]       |
| Ungheria             | Viktor Orbán                | Primo ministro                         |             |
| Unione europea       | António Costa               | Presidente del Consiglio europeo       |             |
| Unione europea       | Ursula von der Leyen        | Presidente della Commissione europea   |             |